# Claude
För andra betydelser, se Claude (olika betydelser).

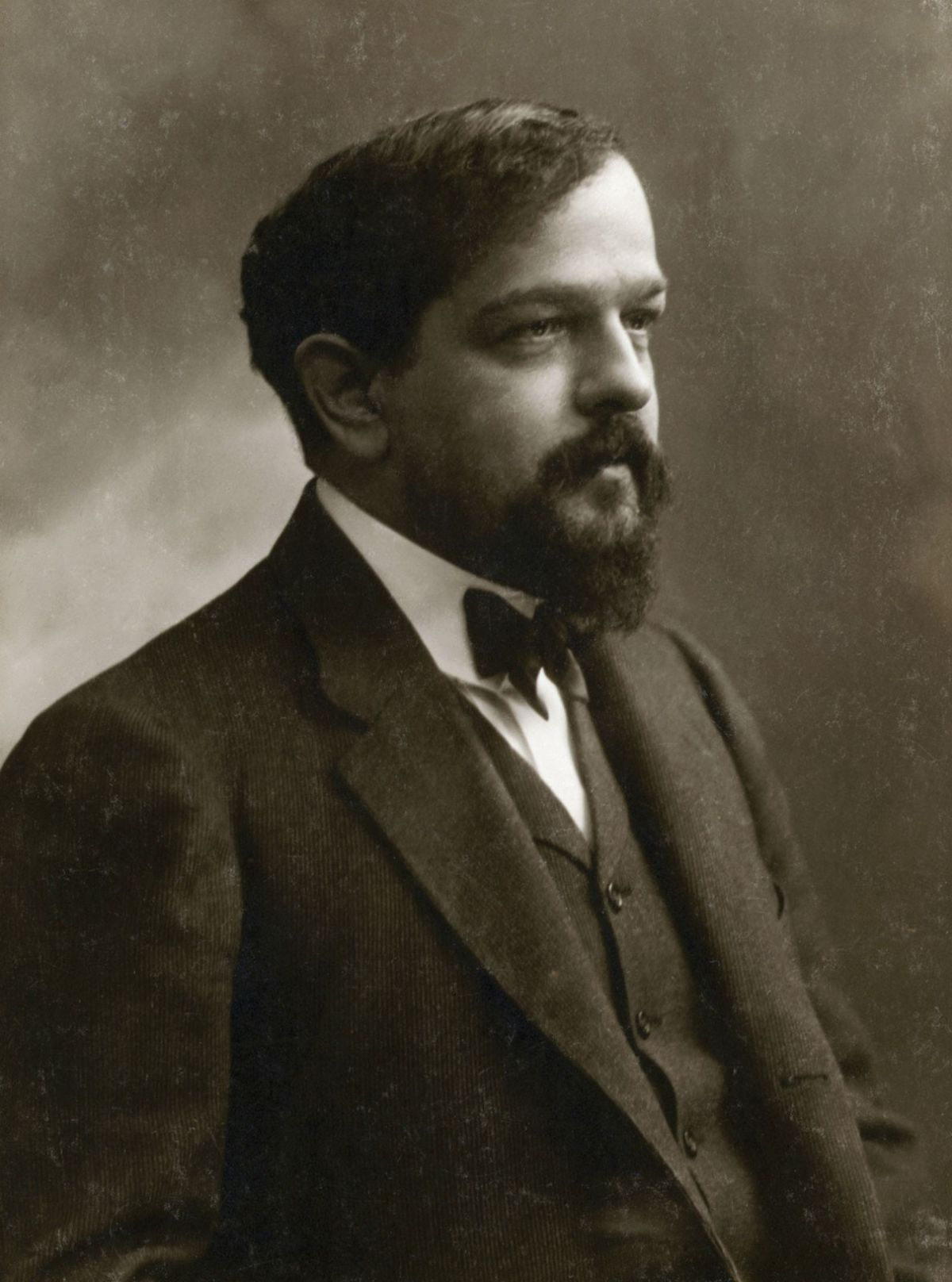
Claude Debussy cirka 1908.

Claude är ett mansnamn och kvinnonamn i franskspråkiga länder. Det är det franska namnet för Claudius.

## Män med namnet Claude
- Claude Akins, amerikansk skådespelare
- Claude Debussy, fransk kompositör
- Claude Hipps, amerikansk utövare av amerikansk fotboll
- Claude B. Hudspeth, amerikansk politiker
- Claude Kiambe, nederländsk sångare
- Claude Lévi-Strauss, fransk antropolog
- Claude Lorrain, fransk artist
- Claude Louis Berthollet, fransk kemist
- Claude Lemieux, ishockeyspelare
- Claude Makélélé, fotbollsspelare
- Claude Monet, fransk konstnär
- Claude Rains, skådespelare
- Jean-Claude van Damme, skådespelare

## Kvinnor med namnet Claude
- Claude Jade, fransk skådespelerska

## Claude som efternamn
- Albert Claude, belgisk nobelpristagare i medicin

## Fiktiva personer
- Claude Rains (Heroes), figur i Heroes
- Claude Frollo, romanfigur ur Victor Hugos roman Ringaren i Notre Dame.